# Śródlądowy bór sosnowy suchy
Śródlądowy bór sosnowy suchy, śródlądowy bór chrobotkowy (Cladonio-Pinetum) – jeden z zespołów leśnych, rodzaj boru suchego. Drzewostan zespołu tworzy sosna zwyczajna z niewielką domieszką brzozy brodawkowatej. W podszycie dominuje jałowiec pospolity, w runie – borówka brusznica, wrzos zwyczajny, szczotlicha siwa oraz kostrzewa owcza. Rozbudowana jest warstwa mszysta, a zwłaszcza porostowa, utworzone między innymi przez rokiet cyprysowaty i bielistkę siwą oraz chrobotki.
Zwarcie wszystkich warstw z wyjątkiem porostowo-mszystej jest słabe.
Zajmuje ubogie i suche siedliska piaszczyste – gleby bielicowe i arenosole: śródlądowe wydmy, sandry itp. Zwykle tworzy małe płaty sąsiadujące z borami świeżymi. Nad morzem podobne siedliska zajmują suche postacie boru bażynowego.
Występowanie
W całej Polsce, niegdyś z przewagą części zachodniej, obecnie wschodniej (fragmenty Borów Tucholskich, Puszczy Noteckiej, Puszczy Kozienickiej, Puszczy Solskiej, Puszczy Zielonej).
Charakterystyczna kombinacja gatunków
ChAss. : chrobotek leśny (Cladonia arbuscula), chrobotek widlasty (Cladonia furcata), chrobotek wysmukły (Cladonia gracilis), rzęsiak pospolity (Ptilidium ciliare).
ChAll. : pomocnik baldaszkowy (Chimaphila umbellata), widlicz spłaszczony (Diphasiastrum complanatum), korzeniówka pospolita (Monotropa hypopitys), gruszyczka zielonawa (Pyrola chlorantha), jemioła pospolita rozpierzchła (Viscum album ssp. austriacum).
ChO. : sosna zwyczajna (Pinus sylvestris), chrobotek reniferowy (Cladonia rangiferina), chrobotek leśny (Cladonia arbuscula), widłoząb ciemny (Dicranum fuscescens), widłoząb kędzierzawy (Dicranum polysetum).
ChCl. : widłoząb miotlasty (Dicranum scoparium), rokietnik pospolity (Pleurozium schreberi), gajnik lśniący (Hylocomium splendens), pszeniec zwyczajny (Melampyrum pratense), piórosz pierzasty (Ptilium crista-castrensis), gruszyczka mniejsza (Pyrola minor), gruszyczka okrągłolistna (Pyrola rotundifolia), pawężnica brodawkowata (Peltigera aphthosa), siódmaczek leśny (Trientalis europaea), borówka czarna (Vaccinium myrtillus), borówka bagienna (Vaccinium uliginosum), borówka brusznica (Vaccinium vitis-idaea).

## Zagrożenia i ochrona
Zespół w systemie Natura 2000 oznaczony jako siedlisko przyrodnicze 91T0-1 (śródlądowy bór chrobotkowy).